# Stade Jules-Deschaseaux
Le stade Jules-Deschaseaux est le stade de football du Havre où évolua le club local, Le Havre AC, de 1971 à 2012. Sa capacité en 2012 est de 16 382 places.

## Histoire
L'ancien stade municipal du Havre, inauguré le 28 juin 1931, porte depuis 1957 le nom de Jules Deschaseaux (1872-1957), conseiller municipal du Havre chargé du sport.

### Coupe du monde 1938
Il accueillit, lors de la Coupe du monde de football de 1938, le 5 juin 1938 à 18h30, le match opposant la Tchécoslovaquie aux Pays-Bas (3-0 a.p.) comptant pour les huitièmes de finale. 

Durant le second conflit mondial, le stade est entièrement détruit. Il est reconstruit quelques années plus tard et de nouveau ouvert le 14 janvier 1951.
En 1971, le HAC quitte son ancienne enceinte : le stade de la Cavée Verte, inauguré en 1918 et qui fut le stade principal du HAC de 1918 à 1970. Les équipes réserves du HAC y évoluent toujours.
La capacité maximale du stade Jules-Deschaseaux était de 22 000 places, avant le passage aux places assises au milieu des années 1990. Il s'agit d'un stade « à l'anglaise », où le public est très proche des joueurs. Le douzième homme se trouve donc en position de faire entendre sa voix pour encourager les siens ou déstabiliser l'adversaire.
Les sièges, de couleurs bleu ciel et bleu marine, forment en tribune Paul Langlois les mots LE HAVRE et en tribunes Kop et Harfleur le mot HAC.

## Utilisation

### Football
L'équipe professionnelle du HAC joue dans ce stade à partir de la saison 1970/1971, et s'y produit pour la dernière fois le 18 mai 2012, lors du match contre Angers pour le compte de la dernière journée de championnat de la saison 2011-2012. Certains des plus grands joueurs du club ont joué dans ce stade comme Ibrahim Ba, Jean-Alain Boumsong, Vikash Dhorasoo et Anthony Le Tallec.

### Rugby
Depuis la saison 2018-2019 le stade est utilisé par la section rugby du Le Havre athletic club rugby.

## Nouveau stade

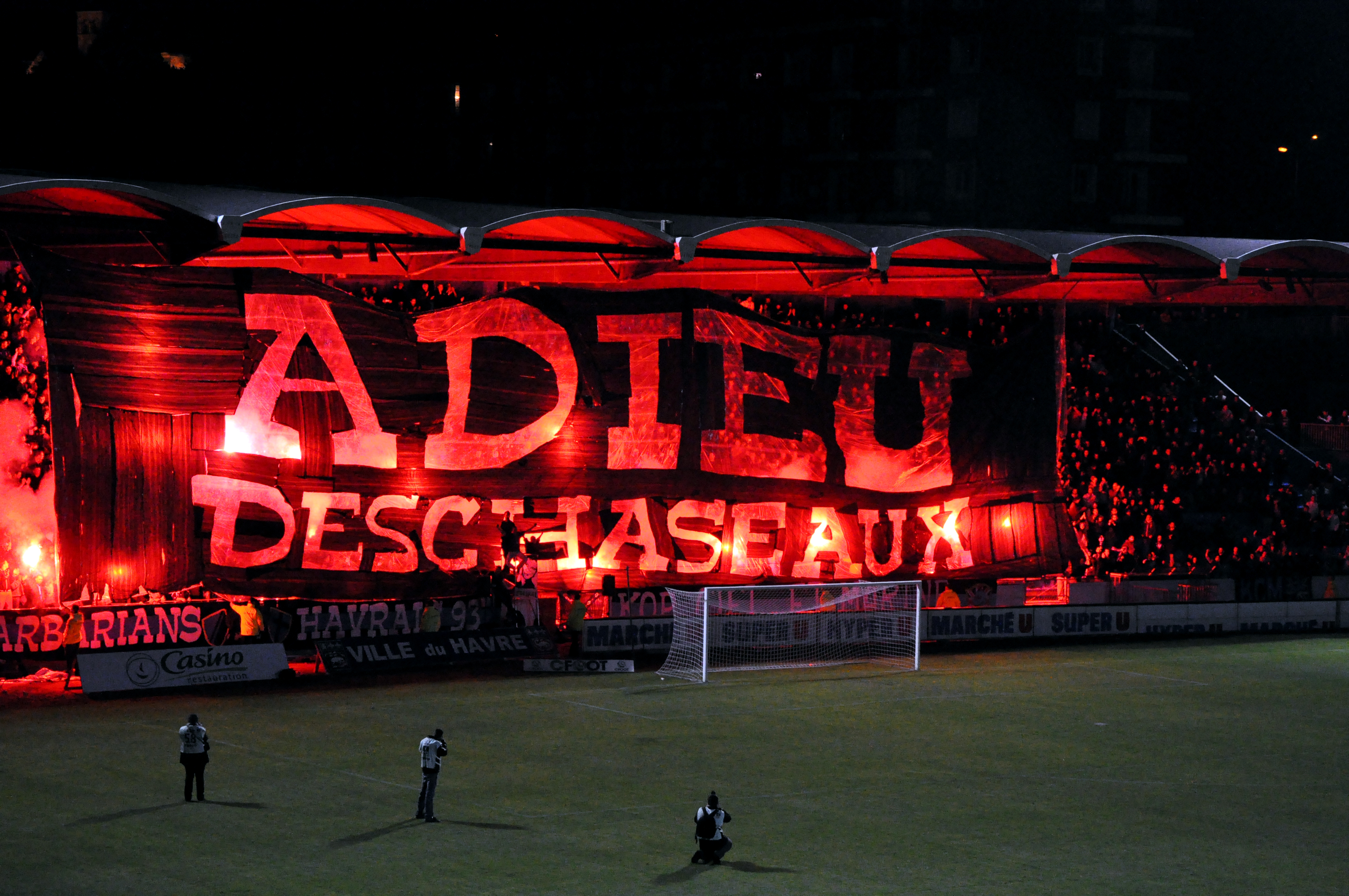
18 mai 2012 : dernier match à Deschaseaux

Étant donné sa capacité réduite, ses insuffisances en termes d'accès (absence d'ascenseur, manque de places de parking) et sa vétusté générale, une étude concernant la construction d'un nouveau stade est lancée par le club havrais en 2004. Le projet est officialisé par la communauté de l'agglomération havraise (CODAH) en juillet 2007. Le 9 septembre 2009, Antoine Rufenacht, maire du Havre, et Luc Delamain, architecte représentant le groupement (Vinci Construction France/SCAU/KSS/IOSIS) chargé de la conception-réalisation, présentent le projet, provisoirement dénommé Le Grand Stade de la CODAH. Débutée en 2010, sa construction s’achève en 2012. Le nouveau stade portera finalement le nom de "Stade Océane" .